# ریشخوار
ریشخوار  روستایی است از توابع بخش چاپشلو و در شهرستان درگز استان خراسان رضوی ایران.

## جمعیت
این روستا در دهستان میانکوه قرار داشته و بر اساس سرشماری سال ۱۳۸۵ جمعیت آن (۹۴خانوار) ۴۰۶نفر 
بوده است.

## منبع
1. «: کمیته تخصصی نام نگاری و یکسان سازی نام های جغرافیایی ایران :». بایگانی‌شده از اصلی در ۲۹ اوت ۲۰۱۱. دریافت‌شده در ۱۹ ژوئیه ۲۰۱۱.
2. ↑  «درگاه ملی آمار». بایگانی‌شده از اصلی در ۸ اکتبر ۲۰۰۷. دریافت‌شده در ۵ ژوئیه ۲۰۰۸.